# W49B
W49B (connue également sous les noms SNR G043.3-00.2 et 3C 398) est une nébuleuse résultant d'une supernova.
La supernova a peut-être été visible de la Terre il y a environ 1000 ans et a produit un sursaut gamma et a pu produire un trou noir.
W49B a une forme de baril et se situe à environ 26 000 années-lumière. Des découvertes récentes ont montré des anneaux infra-rouges de 25 al de diamètre autour du baril et indiquent également une intense activité rayon X de nickel et de fer le long de l'axe. 